# Kloster Lambrecht (Pfalz)

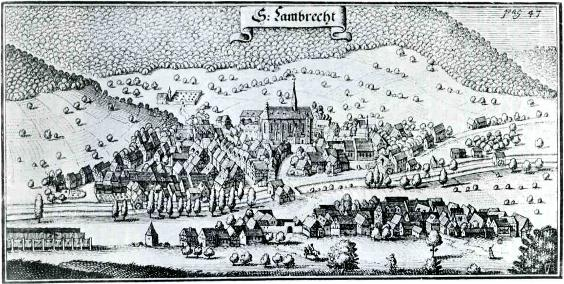
Historischer Stich, um 1640, mit der Klosterkirche im alten Originalzustand.

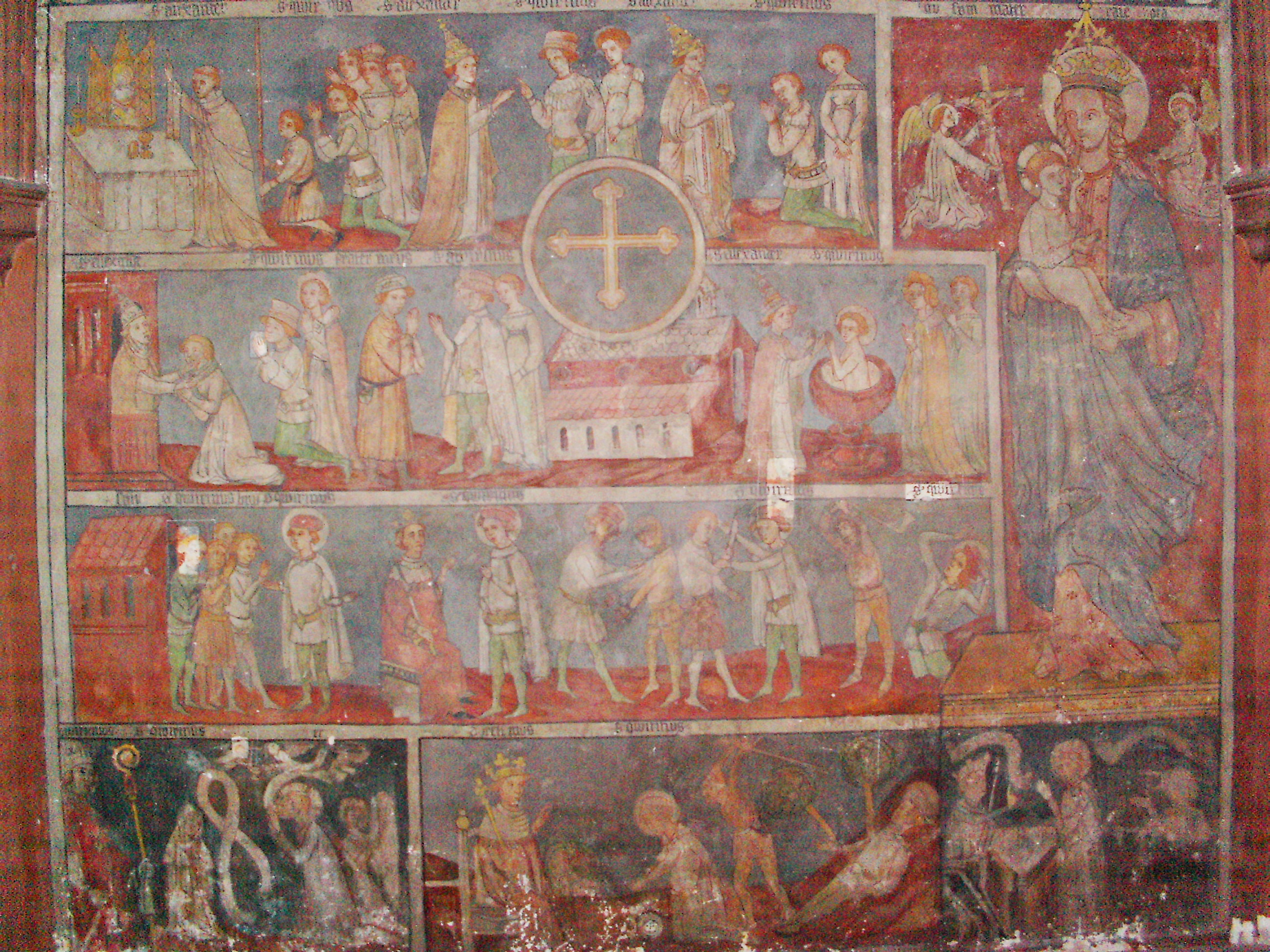
Klosterkirche St. Lambrecht, sogenannte Quirinuswand

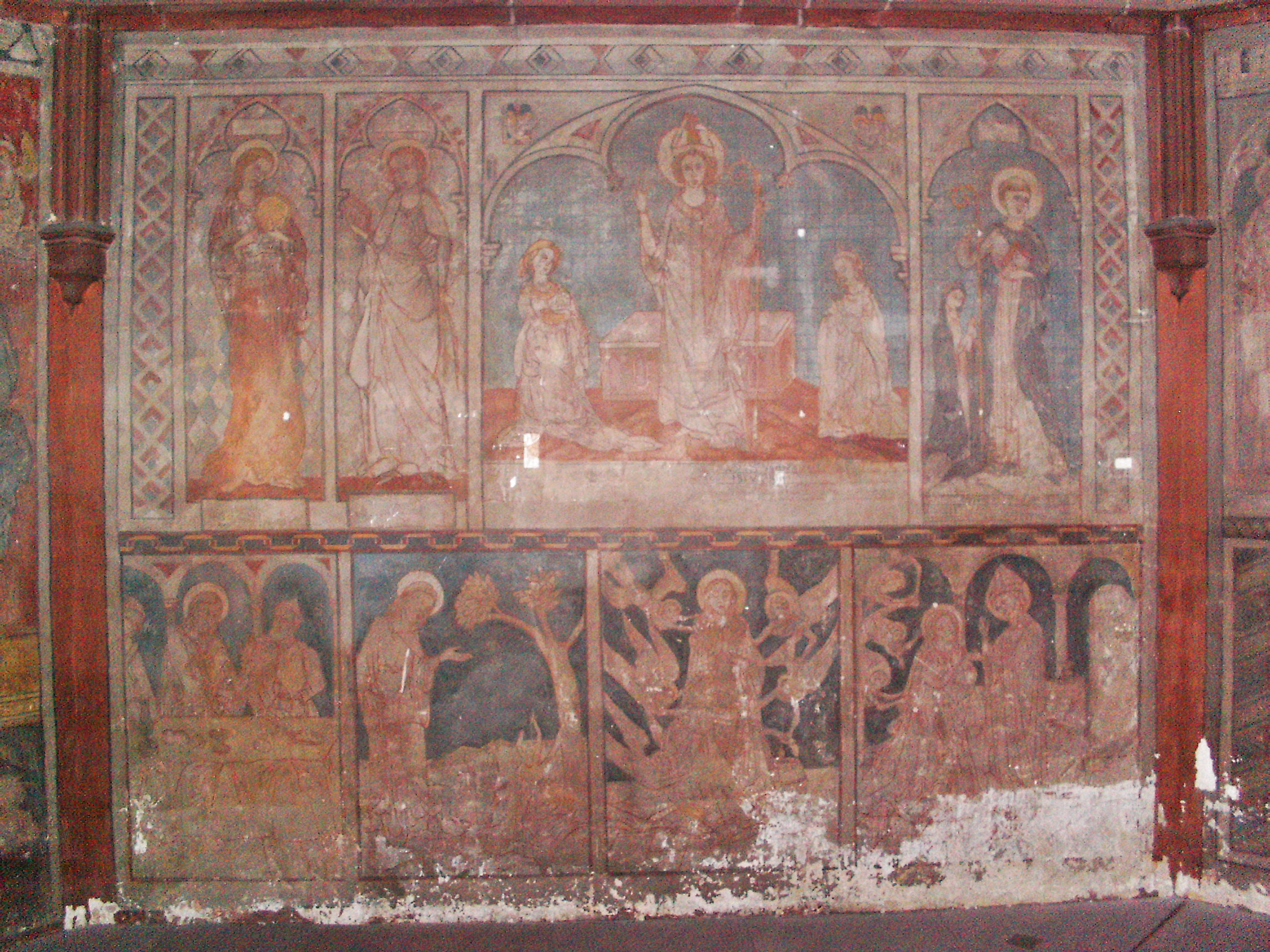
Klosterkirche St. Lambrecht, sogenannte Lambertuswand

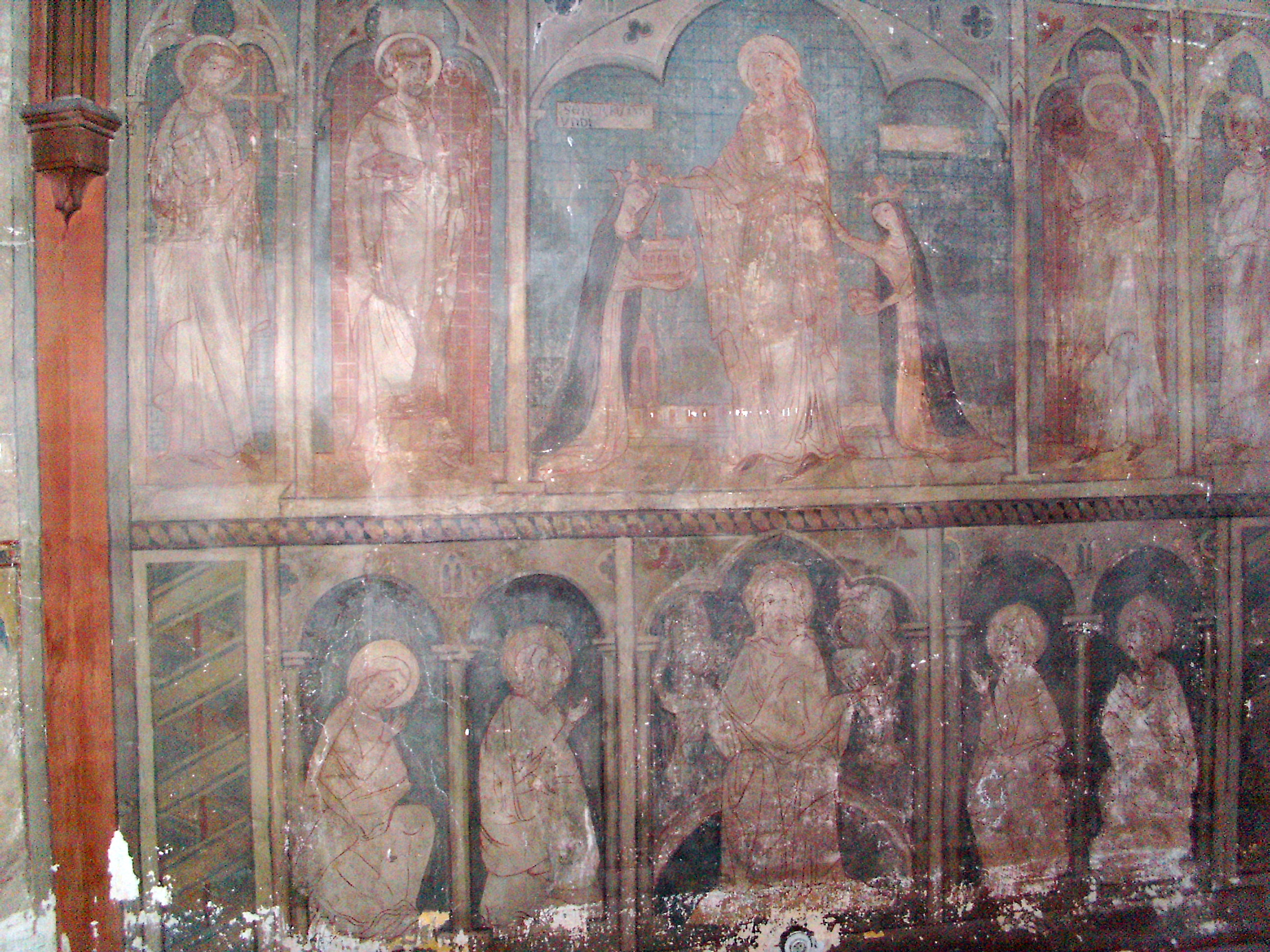
Klosterkirche St. Lambrecht, sogenannte Stifterwand

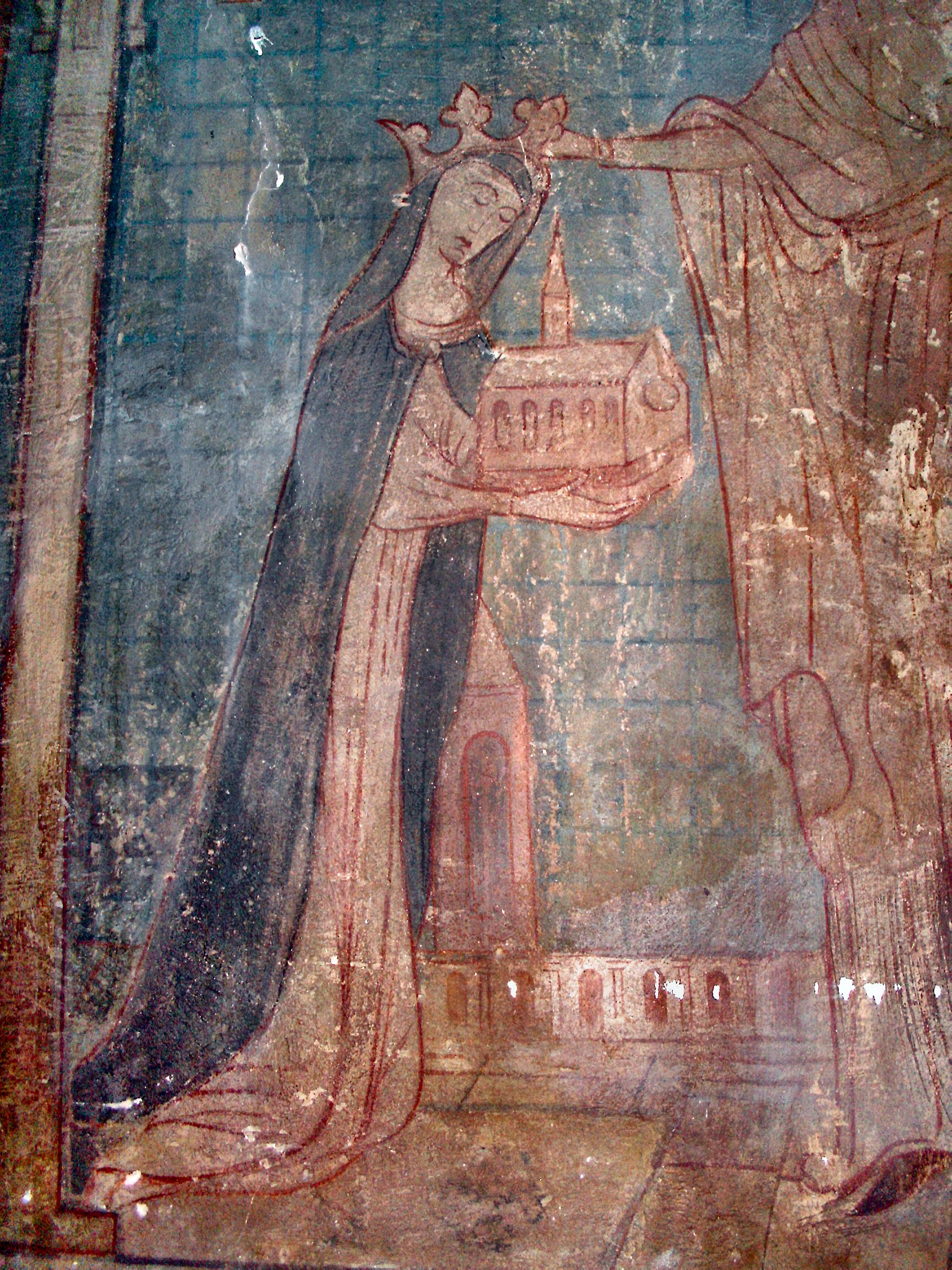
Priorin Kunigunde von Fleckenstein († 1353) mit einem Modell der Lambrechter Klosterkirche.

Das Kloster St. Lambrecht war ein Benediktiner- später ein Dominikanerinnenkloster im Bereich der Stadt Lambrecht, im südlichen Rheinland-Pfalz. Es wurde 977 gegründet und 1553 aufgehoben. Erhalten blieb die imposante Konventskirche im Stil der sogenannten Reduktionsgotik, mit mittelalterlichen Malereien; heute die protestantische Pfarrkirche der Gemeinde.

## Geschichte

### Stiftung
Im Jahre 977 (verschiedene Historiker nennen auch das Jahr 987) stiftete der Salier Graf Otto von Worms laut einer in Abschrift erhaltenen Urkunde, an der Westgrenze seines Herrschaftsgebietes, auf dem Gebiet der Ortschaft Grevenhausen, ein Kloster zu Ehren des heiligen Bischofs Lambertus von Lüttich. Grevenhausen ist die Ursiedlung der jetzigen Stadt Lambrecht (Pfalz). In der Stiftungsurkunde heißt es unter anderem:

„Im Namen der heiligen und unteilbaren Dreifaltigkeit. Die gegenwärtige Generation, die das Gelöbnis ausgesprochen hat und ebenso die Nachkommen, die ihr folgen werden, sollen wissen, wie ich, Otto, von Gottes Gnaden Herzog, in Vorsorge um das Heil meiner und meiner Eltern Seelen auf Anraten meiner Gemahlin Judith und mit Zustimmung meiner drei Söhne Heinrich, Bruno und Cuno, sowie beipflichtender Ermunterung Kaiser Ottos in Liebe zu dem höchsten König und dem hl. Martyrer Lambertus an dem Platz, der Gravenhusen genannt wird, oberhalb des Flußufers der Spira im Wasigenwald im Speyergau ein Bethaus errichtet habe. Hierzu habe ich Folgendes angeordnet: Gewissenhafte Sorgfalt monastischen Lebens gemäß der Regel des Hl. Benedikt soll ebenda in immerwährender Festigkeit bestehen; die Klostergemeinschaft und der Platz samt allem, was hierzu in aller Form übergeben wurde und noch zu übergeben sein wird, bleibe in ungeschmälerter Freiheit bestehen und die Gemeinschaft soll selbst niemals unter Dienstbarkeiten, Einforderungen oder Beschlüssen zu leiden haben, gleich ob von Königen, irgendeinem meiner Nachkommen, einem Fürsten oder einer weltlichen Macht. Nur der jeweils Älteste meiner Sippe soll als Schirmvogt gelten, um die Klosterfamilie und den Platz gegen Unrecht zu verteidigen.“

### Benediktinerkloster
Die Benediktiner leisteten Pionierarbeit in dem abgelegenen Waldtal und das reichlich dotierte salische Hauskloster entwickelte sich gut. Fast ein Jahrhundert hielt die Herrscherfamilie ihre schützende Hand darüber; ihr politischer Aufstieg bedingte jedoch letztlich den Niedergang von St. Lambrecht. Konrad II., der Enkel des Klosterstifters Otto, war 1027 römischer Kaiser geworden und gründete als Familiengrablege den Speyerer Dom. Zur finanziellen Ausstattung übertrug dessen Enkel Heinrich IV. im Jahre 1065 der Speyerer Domkirche auch das nahe Kloster St. Lambrecht. Dadurch flossen viele Gefälle von nun an nach Speyer und kamen dort dem Ausbau des Domes zugute. Trotzdem blühte der Konvent auch unter dem neuen Herrn, dem Speyerer Bischof, zunächst weiterhin. Eine Urkunde aus dem Jahre 1172 belegt weitreichende geschäftliche Beziehungen, bis ins Rheinland und nach Westfalen. Die Mönche errichteten eine kreuzförmige Basilika, auf deren Grundmauern man bei Ausgrabungen 1979/80 stieß. Um das Kloster entstand der Ort Lambrecht; eine ausdrückliche Erwähnung der dörflichen Siedlung als „villa St. Lamberti“ findet sich erstmals in einem Leininger Erbvertrag des Bischofs Konrad von Eberstein, vom Jahr 1237. Später wuchs die Gemeinde mit dem älteren Grevenhausen zusammen. Zu Beginn des 12. Jahrhunderts verlor der Benediktinerkonvent an Bedeutung, zumal er finanziell heruntergewirtschaftet war und viele Liegenschaften verpfändet oder verkauft werden mussten.

### Dominikanerinnenkloster
Um das Kloster zu retten, entschloss sich Bischof Konrad von Eberstein zu einer einschneidenden Maßnahme. Er ließ die Benediktiner aus St. Lambrecht entfernen und besetzte das Kloster mit Dominikanerinnen. Mit sogenannten Reuerinnen, die ebenfalls nach der Regel der Dominikanerinnen von San Sisto in Rom lebten, hatte der Bischof in Speyer bereits die besten Erfahrungen gemacht. Der Wechsel wurde von Papst Innozenz IV. am 15. April 1244 bestätigt. Die Nonnen führten ein vorbildliches religiöses Leben, verbunden mit großem Fleiß. Die finanzielle Lage entwickelte sich kräftig aufwärts, Stiftungen und Schenkungen kamen hinzu. St. Lambrecht wurde zum reichsten Dominikanerinnen-Kloster der Pfalz und Rheinhessens. In jener Zeit ließen die Schwestern eine prachtvolle Klosterkirche erbauen, welche noch größtenteils erhalten ist. Kurze Zeit nach ihrer Vollendung, unter der verdienten Priorin Kunigunde von Fleckenstein, wurde der Kirchenraum aufwändig in Secco-Technik ausgemalt. Später in der bilderfeindlichen Reformationszeit übertünchte man die Kunstwerke. In der zweiten Hälfte des 20. Jahrhunderts jedoch legte man fünf großflächig bemalte Wände des Chores  frei und restaurierte sie. Diese Malereien gehören heute zu den Hauptsehenswürdigkeiten der pfälzischen Stadt. Die zentrale Stirnwand ziert die Vita des Pestpatrons St. Quirinus, in einer Vielzahl von Einzelbildern. Bemerkenswert sind auch eine Darstellung des Kirchenpatrons St. Lambertus, eine der ältesten, die man von ihm kennt, und eine Mariendarstellung mit zwei Nonnen, wovon eine durch ein Schriftband als die Priorin Kunigunde von Fleckenstein († 10. August 1353) zu identifizieren ist. 
Gräfin Agnes von Orlamünde, Witwe Graf Otto III. von Orlamünde trat 1292 als Dominikanerin hier ein. Der Ordensmeister Munio von Zamora sandte ihr persönlich einen Glückwunschbrief zum Eintritt und erteilte seine Zustimmung, dass die strengen Ordensregeln für sie etwas gemildert würden. Sie war eine große Wohltäterin des Klosters und starb laut hiesigem Seelbuch an einem 25. November, wobei das Jahr nicht erwähnt wird; es soll um 1300 gewesen sein.
Mitte des 15. Jahrhunderts ließ der Speyerer Bischof den Konvent gemäß päpstlicher Weisung reformieren. Unter der Priorin Agnes Sendeln erlebte das Kloster eine letzte Blüte. 1505 plünderten es Truppen Herzog Alexanders von Zweibrücken, im Bauernkrieg erlitt es 1525 erneut Schäden.

### Aufhebung
Von diesen Verwüstungen erholte sich der Nonnenkonvent nicht mehr, zumal auch die Zeitläufe Neueintritte von Schwestern hemmten. Der ohnehin zur Reformation neigende Pfälzer Kurfürst Friedrich II. versuchte zwölf in seinem Herrschaftsgebiet liegende Klöster aufzuheben und eine Überführung des Temporalbesitzes an die Universität Heidelberg zu erreichen. Unter jenen zwölf Klöstern befand sich auch St. Lambrecht. Papst Julius III. beauftragte den Nuntius Sebastian Pighi mit einer Visitation der Konvente. Dieser fand sie teils ganz verlassen, teils ihrem Verfall so nahe, dass er keine Bedenken hatte, dem Wunsche des Kurfürsten zu entsprechen. Der Papst erließ 1551 eine diesbezügliche Bulle, knüpfte darin aber an die Aufhebung von St. Lambrecht folgende Bedingungen, die von der Kurpfalz jedoch nie eingelöst wurden:

„… daß die daselbst noch lebenden Nonnen, deren Einwilligung in die Aufhebung unterstellt wird, lebenslänglichen Unterhalt und Kleidung erhalten; daß ferner an der Klosterkirche ein Priester aufgestellt bleibe, um den Gottesdienst zu besorgen und das Volk im wahren Glauben zu unterrichten; daß endlich auch nach dem Absterben der Nonnen dieser Priester daselbst verbleibe, um zum Andenken an das Kloster vier arme, frei verpflegte Jünglinge zum höheren Unterrichte vorzubereiten und mit ihnen tägliche Chorgebete abzuhalten.“

Infolge der päpstlichen Genehmigung erschienen am Samstag, dem 2. September 1553 ein Notar, der Neustadter Landschreiber, sowie die kurfürstlichen Abgeordneten Hailes und Kastner, Magister Konrad Dym, der Leiter der Heidelberger Juristenfakultät, Johannes Wagenmann († 1557), Professor der Medizin und Rektor der Universität Heidelberg und Wendelin Sprenger, Dekan des Hl.-Geist-Stiftes in Heidelberg um das Kloster mit allen Temporalgütern, Gefällen und Rechten in Besitz zu nehmen. Es befanden sich dort noch die Nonnen Ursula Joch(in) aus Kandel (letzte Priorin); die Küsterin Elisabetha von Buchen sowie die Schwestern Elisabetha von Neidenfels, Apollonia Nußdorfer und Odilia Königstein. Hanns Werner Altenbas, der Schaffner des Konvents, überreichte die Schlüssel. Wagenmann und Sprenger setzten sich im Klosterbereich auf den Boden nieder und ließen sich von der Priorin mit örtlicher Erde bestreuen, um dadurch die wirkliche Besitzergreifung zu bekunden; wodurch die rund 600 Jahre alte, klösterliche Tradition in Lambrecht endete. Um 1568 wurden Kirche und Klosteranlage durch Kurfürst Friedrich III. reformierten Glaubensflüchtlingen aus den Niederlanden übergeben, die sich dort ansiedelten.

## Das Seelbuch
In der Universitätsbibliothek Heidelberg hat sich das mittelalterliche Seelbuch des Dominikanerinnenklosters St. Lambrecht erhalten (Signatur: Nachlass Lehmann, Nr. 345), das für die heimatgeschichtliche Forschung von großem Wert ist. Es wurde 1990 in der Schriftenreihe des Diözesanarchivs Speyer als Band Nr. 12 publiziert.